# Narodni park Gombe Stream
Nacionalni park Gombe, znan tudi kot narodni park Gombe Stream, je v zahodni regiji Kigoma v Tanzaniji, 16 km severno od Kigome, glavnega mesta regije Kigoma. Gombe, ustanovljen leta 1968, je eden najmanjših narodnih parkov v Tanzaniji, s samo 35 km2 zavarovanega zemljišča vzdolž hribov vzhodne obale jezera Tanganjika. Teren odlikujejo strme doline, vegetacija pa sega od travnikov do gozdov do tropskega deževnega gozda. Dostopen samo s čolnom, je park najbolj znan kot lokacija, kjer je raziskovala Jane Goodall, pionir svoje vedenjske raziskave o populacijah šimpanzov. Skupnost šimpanzov Kasekela (v prejšnjih publikacijah je bila zapisana Kasakela), predstavljena v več knjigah in dokumentarnih filmih, živi v narodnem parku Gombe.
Zaradi visoke stopnje raznolikosti Gombe postaja vse bolj priljubljena turistična destinacija. Poleg šimpanzov, primati, ki naseljujejo Gombe, vključujejo savanske pavijane (Papio Anubis), rdeče kolobuse (Piliocolobus badius), črnolična belonosa zamorska mačka (Cercopithecus ascanius), diademska zamorska mačka (Cercopithecus mitisin) in opice rodu Chlorocebus. Znano je, da se na tem območju hibridizirajo tudi zamorske mačke. V parku živi tudi več kot 200 vrst ptic in svinja Potamochoerus larvatus. Obstajajo tudi številne vrste kač, občasno pa tudi veliki povodni konji in afriški leopardi (Panthera pardus pardus).  Obiskovalci parka se lahko odpravijo v gozd in si gledajo šimpanze, pa tudi plavajo in se potapljajo v jezeru Tanganjika s skoraj 100 vrstami pisanih ciklidnih rib.

## Jane Goodall
Jane Goodall je prvič odpotovala v Tanzanijo leta 1960 pri 26 letih brez formalnega univerzitetnega izobraževanja.[5] Takrat je veljalo, da so ljudje nedvomno podobni šimpanzom, saj imajo več kot 98 % iste genetske kode. Vendar je bilo malo znanega o vedenju šimpanzov ali strukturi skupnosti. V času, ko je začela raziskovati, pravi, da »vsaj v etoloških krogih ni bilo dopustno govoriti o duhu živali. Samo ljudje so imeli um. Prav tako ni bilo čisto primerno govoriti o živalski osebnosti. Seveda so vsi vedeli, da imajo svoje edinstvene karakterje - tega so se zavedali vsi, ki so kdaj imeli psa ali drugega hišnega ljubljenčka. Toda etologi, ki so si prizadevali, da bi bila njihova »trda« znanost, so se izogibali nalogi, da bi poskušali takšne stvari objektivno razložiti.«  Vendar je njena raziskava na koncu dokazala prav to – intelektualno in čustveno prefinjenost ne-ljudi, šimpanzov še posebej. S podporo priznanega antropologa Louisa Leakeyja je Goodallova ustanovila majhno raziskovalno postajo v Gombeju v upanju, da bo izvedela več o vedenju naših najbližjih sorodnikov. Tam je več mesecev spremljala izmuzljive trope šimpanzov, zlasti skupnost šimpanzov Kasekela in opazovala njihove vsakodnevne navade, dokler je počasi ni sprejel en trop in so ji dovolili redke in intimne vpoglede v družbo šimpanzov.

### Izsledki raziskav
Brez visokošolskega izobraževanja, ki bi usmerjalo njene raziskave, je Goodallova opazila stvari, ki so jih stroge znanstvene doktrine morda spregledale. Namesto številčenja šimpanzov, ki jih je opazovala, jim je dala imena, kot sta Fifi in David Greybeard in opazila, da imajo edinstvene in individualne osebnosti, kar je bila takrat nekonvencionalna ideja. Ugotovila je, da »niso samo ljudje tisti, ki imajo osebnost, ki so sposobni racionalnega razmišljanja [in] čustev, kot sta veselje in žalost«. Opazila je tudi vedenja, kot so objemi, poljubi, trepljanje po hrbtu in celo žgečkanje, kar ljudje menijo za prepoznavna človeška dejanja. Goodallova vztraja, da so te kretnje dokaz »tesnih, podpornih, ljubečih vezi, ki se razvijejo med družinskimi člani in drugimi posamezniki v skupnosti, ki lahko vztrajajo v življenjski dobi več kot 50 let«. Te ugotovitve kažejo na podobnosti med njimi. Ljudje in šimpanzi obstajajo v več kot samo v genih, vendar jih je mogoče videti v čustvih, inteligenci ter družinskih in družbenih odnosih.
Goodalline raziskave v Gombeju so znanstveni skupnosti najbolj znane po izpodbijanju dveh dolgoletnih prepričanj tistega časa: da lahko samo ljudje izdelujejo in uporabljajo orodja, in da so bili šimpanzi pasivni vegetarijanci. Medtem ko je opazovala enega šimpanza, ki se je hranil na nasipu termitov, ga je opazovala, kako večkrat polaga stebla trave v termitne luknje in jih nato odstrani iz luknje, prekrite z oprijemajočimi se termiti in jih tako učinkovito »lovi«. Šimpanzi bi tudi vzeli vejice z dreves in odstranili liste, da bi vejica postala učinkovitejša, oblika modifikacije predmeta, ki je osnovni začetek orodjarstva. Ljudje smo se že dolgo razlikovali od preostalega živalskega kraljestva kot »človek orodjar«. Kot odgovor na Goodalline revolucionarne ugotovitve je Louis Leakey zapisal: »Zdaj moramo na novo definirati človeka, na novo definirati orodje ali sprejeti šimpanze kot človeka!« V teku svoje študije je Goodallova odkrila dokaze o duševnih lastnostih šimpanzov, kot je razumno razmišljanje, abstrakcija, posploševanje, simbolna predstavitev in celo koncept jaza, vse to je prej veljalo za edinstvene človeške sposobnosti.
Za razliko od miroljubnega in ljubečega vedenja, ki ga je opazila, je Goodallova pri Gombeju našla tudi agresivno stran narave šimpanzov. Odkrila je, da so šimpanzi sistematično lovili in jedli manjše primate, kot so opice kolobus. Goodallova je opazovala lovsko skupino, ki je izolirala opico kolobus visoko na drevesu in blokirala vse možne izhode, nato pa se je en šimpanz povzpel in jo ujel in ubil. Ostali so nato vsak vzeli dele trupla in ga delili z drugimi člani tropa kot odgovor na prosjačenje. Šimpanzi v Gombeju vsako leto ubijejo in pojedo kar eno tretjino populacije kolobusov v parku. Že samo to je bila pomembna znanstvena ugotovitev, ki je izpodbijala prejšnje predstave o prehrani in vedenju šimpanzov.
Morda bolj presenetljiva in moteča je bila nagnjenost k agresiji in nasilju v tropih šimpanzov. Goodallova je opazila prevladujoče samice, ki so namerno ubijale mladiče drugih samic v skupini, da bi ohranile svojo prevlado in včasih šle celo do kanibalizma. O tem razkritju pravi: »V prvih desetih letih raziskave sem verjela […], da so bili šimpanzi Gombe večinoma bolj prijazni kot ljudje. […] Nato smo nenadoma ugotovili, da so šimpanzi lahko brutalni – da imajo, tako kot mi, temnejšo stran svoje narave.« Te ugotovitve so revolucionirale sodobno znanje o prehrani in prehranjevalnem vedenju šimpanzov ter so bile nadaljnji dokaz družbenosti. podobnosti med ljudmi in šimpanzi, čeprav na veliko temnejši način.

### Raziskovalni center Gombe Stream
Goodallova je petnajst let živela v Gombeju skoraj s polnim delovnim časom in dolgoročni podatki, ki jih je zbrala, in so še danes dragoceni za znanstvenike. Leta 1967 je bilo ustanovljeno raziskovalno središče Gombe Stream (GSRC) za usklajevanje tekočih raziskav šimpanzov v parku. GSRC, ki ga večinoma vodi ekipa usposobljenih Tanzanijcev, je najdaljša terenska raziskava živalske vrste v njihovem naravnem okolju, zdaj več kot 60 let. Ti dolgoročni podatki so znanstvenikom omogočili vpogled v demografske vzorce šimpanzov, politiko samcev, lov, kulturo in odnose med materjo in mladičem v več generacijah – redki in dragoceni podatki. Raziskave, ki potekajo, zagotavljajo tudi informacije o trenutnih grožnjah za šimpanze, kot so bolezni, krivolov in motnje habitata, ki prizadenejo tudi druge vrste v Gombeju. Raziskava Goodallove je tudi drastično spremenila etološko razmišljanje in način izvajanja vedenjskih študij. Če so nekoč govor o živalskih čustvih zavrgli kot antropomorfizem, njena opazovanja živali v njihovem naravnem habitatu kažejo, da so družbe, vedenje in odnosi med živalmi precej zapleteni. Njeno raziskovanje habitata šimpanzov (prehrana in druge potrebe) prav tako pripomore k izboljšanju oblikovanja novih zavarovanih območij. GSRC izvaja tudi raziskave o populaciji pavijanov, ki jih vodi Center za študij primatov Jane Goodall. Raziskava GSRC je prinesla 35 doktorjev znanosti, disertacije, več kot 400 referatov in 30 knjig.

## Zaščita
Biotsko raznovrstnost narodnega parka Gombe ogroža predvsem človekov poseg. Čeprav je 25 % Tanzanije v parkih in rezervatih, populacija prostoživečih živali še vedno upada. To je predvsem posledica pomanjkanja sodelovanja med upravljanjem parkov, vladnimi sektorji in podeželskimi skupnostmi. Vaška zemljišča pogosto ležijo med parki in postanejo ovira za živali, ki potujejo med zavarovanimi območji. Brez spodbud za zaščito živali jih bodo podeželske skupnosti lovile zaradi hrane ali ubijale iz varnostnih razlogov. Tudi revščina povečuje povpraševanje.